# Ruisseau à l'Oiseau
Pour les articles homonymes, voir Oiseau (homonymie).
Le ruisseau à l’Oiseau est un affluent de la rive est de la rivière Saint-Maurice, coulant généralement vers le sud-ouest, prequ’entièrement dans le territoire non organisé du Lac-Normand, dans la municipalité régionale de comté (MRC) de Mékinac, en Mauricie, au Québec, au Canada.
L’activité économique du bassin versant du ruisseau à l’Oiseau est la foresterie. La surface de la rivière est généralement gelée de la mi-décembre à la mi-mars. 

## Géographie
Le ruisseau à l’Oiseau prend sa source à l’embouchure du lac Dargis (longueur : 0,6 km ; altitude : 323 m). Ce lac est enclavé de montagnes dont un sommet atteint 414 m du côté nord.
À partir de l’embouchure du lac Dargis, le ruisseau à l’Oiseau coule sur 10,4 km, selon les segments suivants :
- 1,1 km vers le sud-est, jusqu’à la décharge d’un lac (venant du sud-ouest) ;
- 0,4 km vers l’est, jusqu’à la décharge d’un ensemble de quatre lacs ;
- 8,1 km vers le sud-ouest, jusqu’à la limite de l’ancienne Seigneurie de Batiscan ;
- 0,8 km vers le nord-est en coupant la route 155, jusqu'à la confluence de la rivière[1].

Le ruisseau à l’Oiseau se déverse sur la rive est de la rivière Saint-Maurice. Cette confluence est située à 2,8 km en amont de la confluence de la rivière des Bêtes Puantes, à 5,6 km en amont de la confluence de la rivière du Caribou et à  27,6 km en aval de la confluence de la rivière aux Rats.

## Toponymie
Le toponyme ruisseau à l’Oiseau a été officialisé le 5 décembre 1968 à la Commission de toponymie du Québec.